# Totgeburt
Eine Totgeburt liegt vor, wenn nach der Geburt eines Kindes kein erkennbares Lebenszeichen nachzuweisen ist und das Kind ein Geburtsgewicht von über 500 Gramm hat, andernfalls spricht man von einer Fehlgeburt. In manchen Ländern gibt es gewisse Mindestmaße, wie das Gewicht oder die Schwangerschaftsdauer, die ebenso berücksichtigt werden müssen. Die Diagnose lautet Intrauteriner Fruchttod (IUFT) oder Infans mortuus. Perinatale Mortalität umfasst Totgeburten und bis eine Woche nach der Geburt gestorbene Kinder. Um Todesfälle im ersten Jahr nach der Geburt geht es bei der Säuglingssterblichkeit.

## Definition der Mindestmaße und Lebenszeichen
Laut deutscher Personenstandsverordnung liegt (seit 1. April 1994) eine Totgeburt vor, wenn nach der Geburt eines mindestens 500 Gramm schweren Kindes kein erkennbares Lebenszeichen nachzuweisen ist, also weder das Herz geschlagen noch die Nabelschnur pulsiert oder die natürliche Lungenatmung eingesetzt hat (§ 31 PStV bis zum 31. Oktober 2019). Schwangerschaftsdauer und Körperlänge waren bis dato unerheblich. Seit dem 1. November 2018 gilt auch als Totgeburt, wenn das Gewicht des Kindes unter 500 Gramm liegt, aber die 24. Schwangerschaftswoche erreicht wurde (§ 31 PStV Abs. 2 Nr. 2). Nach der Statistik der natürlichen Bevölkerungsbewegung des Statistischen Bundesamtes zählen als Totgeborene seit dem 1. April 1994 nur Kinder, deren Geburtsgewicht mindestens 500 g beträgt, zuvor ab 1. Juli 1979 1000 g, vorher mindestens 35 cm Körperlänge. 35 cm Körperlänge und 1000 g Gewicht entsprechen einander bei normaler Entwicklung des Kindes.
Von 1938 bis 1957/1958 wurde in Deutschland rein auf die natürliche Lungenatmung abgestellt. Die heutige Lebendgeburtsdefinition wurde im früheren Bundesgebiet im Jahr 1958 auf Empfehlung der Weltgesundheitsorganisation (WHO) eingeführt und ab 1990 auch in den neuen Bundesländern angewendet. In der DDR waren von 1957 bis 1990 zwei Merkmale (Herzschlag und Lungenatmung) für eine Klassifizierung als Lebendgeburt erforderlich.
Ergänzend zu den in Deutschland festgelegten Kriterien wird nach dem österreichischen Hebammengesetz (HEBG) die willkürliche Muskelbewegung des Kindes als weiteres Lebenszeichen gewertet (§ 8 Abs. 1 Z. 1 HEBG). Hier erfolgte die letzte Änderung 1995 bei der vom Mindestmaß 35 cm Körperlänge auf Mindestgewicht 500 g umgestellt wurde.
In der Schweiz ist eine Totgeburt gegeben, wenn das Kind 500 Gramm wiegt oder die Schwangerschaft mindestens 22 Wochen dauerte.
Weitere Definitionen und Definitionsänderungen finden sich im Abschnitt Häufigkeit.

## Rechtsfolgen

### Deutschland
In Deutschland ist eine Totgeburt meldepflichtig. Die Eltern erhalten für ihr totgeborenes Kind eine Geburtsurkunde mit Sterbevermerk. Sie haben das Recht, dem Kind einen Namen zu geben; ob es sich dabei um den Familiennamen der Mutter oder des Kindsvaters handelt, ist unerheblich. Ein totgeborenes Kind unterliegt in allen deutschen Bundesländern der Bestattungspflicht.
Die Mutter hat Anspruch auf gesetzlich festgelegte Hebammenhilfe, die neben der Schwangerschafts- und Geburtsbegleitung auch die Betreuung im Wochenbett umfasst. Darüber hinaus steht ihr nach § 3 Mutterschutzgesetz das Recht auf Mutterschutz zu. Die Wöchnerin darf demnach acht bzw. zwölf Wochen nach der Geburt des toten Kindes nicht beschäftigt werden. Eine Ausnahme ist nur auf ausdrückliches Verlangen der Mutter und mit ärztlichem Zeugnis möglich. Das Beschäftigungsverbot beträgt in diesem Fall mindestens zwei Wochen. Der Mutter steht es frei, ihre Erklärung jederzeit zu widerrufen (§ 3 Abs. 4 MuSchG).

### Österreich
Wird ein Kind tot geboren, so wird dies im Sterbebuch beurkundet. Im Allgemeinen wird die Anzeige durch die Krankenanstalt automatisch an das Standesamt übermittelt. In der Urkunde wird der Vorname des Kindes eingetragen. Diese Bescheinigung wird zur Vorlage an die Arbeitgeberin/den Arbeitgeber sowie an den Sozialversicherungsträger benötigt. Bei unehelichen Kindern hat der Vater, wenn er im Sterbebuch und auf der Bescheinigung auch angeführt werden möchte, seine Vaterschaft anzuerkennen. Die Anerkennung der Vaterschaft ist grundsätzlich bereits vor der Geburt möglich. Für tot geborene Kinder besteht in ganz Österreich eine Bestattungspflicht.
Nach einer Totgeburt hat die Mutter Anspruch auf 8 Wochen Mutterschutz (absolutes Beschäftigungsverbot oder Schutzfrist). Bei Frühgeburten, Mehrlingsgeburten oder Kaiserschnittentbindungen erhöht sich der Zeitraum auf 12 Wochen (§5 Abs. 1 Mutterschutzgesetz). Hat sich der Mutterschutz vor der Geburt verkürzt, etwa weil die Geburt unerwartet früh eingetreten ist, so verlängert er sich nach der Geburt im Ausmaß der Verkürzung, maximal jedoch auf bis zu 16 Wochen.
Nach einer Totgeburt kann eine Kündigung oder Entlassung erfolgen, allerdings in der Regel nur nach gerichtlicher Zustimmung und in besonderen Fällen.

### Schweiz
In der Schweiz besteht bei Totgeburten eine Meldepflicht der Geburtsklinik oder der Eltern innert drei Tagen an das Zivilstandsamt des Geburtsortes, dieses trägt das totgeborene Kind als Totgeburt im Personenstandsregister ein. Das Kind wird mit dem Familiennamen und auf Wunsch der Eltern mit Vornamen eingetragen. Verheiratete Eltern erhalten einen Familienausweis mit dem Eintrag des Kindes. Aus erbrechtlicher Sicht ist das totgeborene Kind Erblasser und die Eltern die gesetzlichen Erben. Der Erbgang wird in der Praxis durch Feststellung der Vermögenslosigkeit ohne weiteres Verfahren direkt abgeschlossen.

## Häufigkeit
In oder nach der 28. Schwangerschaftswoche (ab 190. Tag) tot geboren zu werden, ist am seltensten in Singapur und Finnland mit einer Quote von 0,2 %. Deutschland liegt bei 0,24 %, Frankreich bei 0,39 %. Die höchsten Quoten haben Nigeria mit 4,2 % und Pakistan mit 4,7 %.
Laut einem Bericht der Vereinten Nationen kommt es einer Schätzung zufolge jedes Jahr zu fast 2 Millionen Totgeburten weltweit.

### Deutschland
In Deutschland wurden zwischen 1841 und 1875 jedes Jahr etwa 4 % der Kinder tot geboren. Seit 1875 ist die Quote immer unter 4 % geblieben, seit 1931 unter 3 %, seit 1938 werden dann nur noch Kinder über 35 cm Körperlänge beachtet, seit 1955 ist die Totgeborenenquote unter 2 %, seit 1970 unter 1 %. Die Wahrscheinlichkeit seit Juli 1979 mit einem Geburtsgewicht über 1000 g bzw. seit April 1994 über 500 g tot geboren zu werden, liegt zwischen 0,3 % und 0,5 %.
In Baden-Württemberg wurden 1978 0,56 % der Kinder über 35 cm Körperlänge tot geboren, 1980 0,48 % und 1993 0,3 % der Kinder über 1000 g tot geboren, seit 1995 unter 0,41 % der Kinder über 500 g tot geboren. Der Wechsel der Mindestmaße hat jeweils einen deutlichen statistisch signifikanten Einfluss (1979 Abnahme um 15 %, 1994 Zunahme um 30 %), der sich klar von üblichen Jahresschwankungen abgrenzen lässt.

### Schweiz
In der Schweiz mit mehr als 500 Gramm oder nach der 22. Schwangerschaftswoche tot geboren zu werden, hat seit 1980 eine Quote zwischen 0,6 % und 0,3 %.

### Frankreich
In Frankreich wurde bis 1993 bei der Frage nach Totgeburt/Lebendgeburt ausschließlich auf das Kriterium des Lebens bei Registrierung beim Standesamt abgestellt. Somit wurde ein Teil der Sterblichkeit in der ersten Woche nach der Geburt in Frankreich als Totgeburt gezählt, während dies in anderen Ländern nur unter Perinatalsterblichkeit gezählt wird. Ferner war kein Mindestkriterium zu erfüllen, sodass in anderen Ländern als Fehlgeburten gezählte Geburten ebenfalls als Totgeburten und damit in die Perinatalsterblichkeit Eingang fanden. Bis 1993 gab es in Frankreich aufgrund der dortigen Definitionen keine Fehlgeburten, nur Totgeburten.
Von 1993 bis 2001 waren mindestens 180 Tage Schwangerschaften das Unterscheidungskriterium zwischen Fehlgeburt und Totgeburt. Die Änderung dieses Kriteriums im November 2001 auf mindestens 22 Schwangerschaftswochen (154 Tage) oder mindestens 500 g schwer, ließ die Totgeburten-Quote von 0,48 % auf 0,82 % ansteigen (die Fehlgeburten-Rate sank entsprechend.) Bei völliger Aufgabe des Zusatzkriteriums mit Jahresbeginn 2008 stieg die Quote von 2007 zu 2008, ebenso wie von 2008 auf 2009 um jeweils 0,13 % an, andere Einflüsse spielen hier offensichtlich ebenfalls eine große Rolle. Seit 2008 gibt es demnach in Frankreich keine Fehlgeburten mehr, sondern alles, was andere Länder als Fehlgeburt zählen würden, ist hier ebenfalls eine Totgeburt.

## Ursachen

### Kindliche Ursachen
Ein intrauteriner Fruchttod kann auf verschiedene Ursachen zurückgeführt werden, darunter Fehlbildungen lebenswichtiger Organe, Chromosomenbesonderheiten wie Trisomie 13 oder Trisomie 18, schwerwiegende fetale Erkrankungen wie Morbus haemolyticus fetalis, Sauerstoffmangelversorgung durch eine unzureichende Funktion des Mutterkuchens oder dessen vorzeitige Ablösung sowie durch Nabelschnurkomplikationen, wie Nabelschnurknoten, Nabelschnurvorfall und straffe Nabelschnurumschlingung.
Neue Arbeiten weisen darauf hin, dass auch ein genetisch bedingtes Long-QT-Syndrom bereits im Mutterleib zu fatalen Herzrhythmusstörungen führen könnte, was für bis zu 5 % der Totgeburten verantwortlich sein könnte.

### Mütterliche Ursachen
Zu weiteren möglichen Ursachen für einen Kindstod im Mutterleib gehören Infektionen wie Listeriose, Toxoplasmose und Zytomegalie, Erkrankungen wie Eklampsie, HELLP-Syndrom und Diabetes mellitus, Drogenmissbrauch, Fehlbildungen der Gebärmutter, seltene Komplikationen wie der Gebärmutterriss und die Fruchtwasserembolie, sowie psychosozialer Stress, wie er durch Krieg, Flucht oder Vertreibung ausgelöst werden kann. Ein Kaiserschnitt bei einer vorhergehenden Schwangerschaft verdoppelt das Risiko einer Totgeburt in einer späteren Schwangerschaft.

### Vorsätzliche Herbeiführung
Von den vorgenannten Ursachen abzugrenzen ist der Fetozid, bei dem im Rahmen einer Spätabtreibung der Tod eines lebensfähigen Kindes, etwa durch die Injektion von Kaliumchlorid in das fetale Herz oder die Unterbindung der Nabelschnur, künstlich herbeigeführt wird.

## Symptome und Diagnose
Die betroffene Mutter stellt zunächst fehlende Kindsbewegungen fest, der Stand des Gebärmutterfundus und der Leibesumfang nehmen ab. Bedingt durch das Auslaugen des kindlichen Blutfarbstoffs geht bei einem Blasensprung fleischwasserfarbenes bis braunes Fruchtwasser ab.
Bei Verdacht auf einen intrauterinen Fruchttod wird zunächst mithilfe des CTG versucht, eine kindliche Herzaktion nachzuweisen. Die endgültige Diagnose erfolgt jedoch durch eine Ultraschalluntersuchung, im Rahmen derer der Herzstillstand und der zum Erliegen gekommene Blutstrom in der Nabelschnur gesichert werden. Darüber hinaus zeigen sich je nach Todeszeitpunkt eine abnorme Krümmung oder Knickung der kindlichen Wirbelsäule sowie sogenannte Schädelzeichen wie die Stufenbildung der Scheitelbeine.
Die Angst vor einer Vergiftung der Mutter ist bei intakter Fruchtblase unbegründet. Ist das Kind im Mutterleib verstorben, beginnt eine aseptische Selbstauflösung, die eine Erweichung und einen Zerfall des Gewebes bewirkt und als Mazeration bezeichnet wird. Die Mazeration wird in drei Grade unterteilt, lässt jedoch keinen sicheren Rückschluss auf den genauen Todeszeitpunkt zu, da sie unterschiedlich schnell eintritt. Sie ist nicht zu verwechseln mit der bakteriellen Verwesung.

## Komplikationen
Wird der intrauterine Fruchttod verspätet diagnostiziert und sind während der fortgeschrittenen Mazeration Autolysestoffe in die mütterliche Blutbahn gelangt, erhöht sich etwa vier bis fünf Wochen nach dem Tod das Risiko eines Verbrauchs an Fibrinogen. Dieser Fibrinogenmangel kann zu einer verstärkten Blutungsneigung mit daraus resultierender lebensbedrohlicher Verbrauchskoagulopathie führen. Eine solche durch den Fruchttod ausgelöste Gerinnungsstörung wird auch als Dead-fetus-Syndrom bezeichnet und tritt nur in seltenen Fällen auf.

## Klinisches Vorgehen
Wurde die Diagnose des intrauterinen Kindstods gesichert, wird die Geburt in der Regel künstlich eingeleitet und mithilfe der Periduralanästhesie eine regionale Schmerzausschaltung vorgenommen. Nach der „Ausgeburt“ wird die Mutter medikamentös abgestillt. Es besteht die Möglichkeit, das Kind zu obduzieren und den Mutterkuchen histologisch untersuchen zu lassen.

### Psychosoziale Betreuung

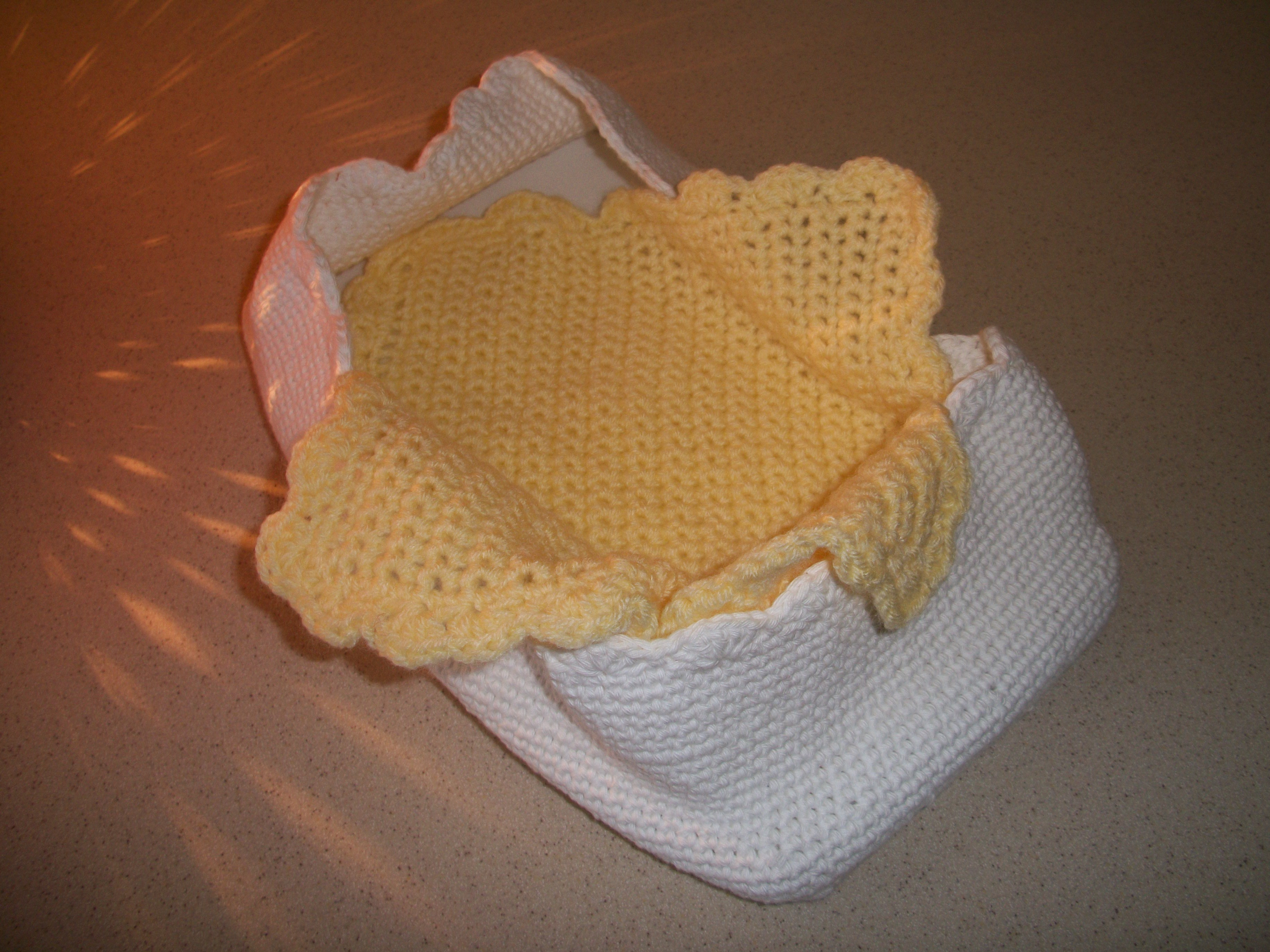
Körbchen für fehl- und totgeborene Kinder

Während es bis in die 1980er Jahre Routine war, die Mutter bei zu erwartender Totgeburt zu sedieren und das Kind aus dem Kreißsaal zu entfernen, ohne es ihr gezeigt zu haben, wurde durch das Engagement von Betroffenen, Hebammen und Psychologen Ende der 1980er Jahre zunehmend bekannt, dass der Trauerprozess nach einer Totgeburt nicht unmaßgeblich von der Betreuung vor, während und nach der Entbindung sowie von der Art des Umgangs mit dem Kind abhängt. Basierend auf den Empfehlungen der Autorin Hannah Lothrop, die 1991 mit der Veröffentlichung des Buchs Gute Hoffnung – jähes Ende ein neues Kapitel in der Begleitung von Eltern mit Totgeburten aufschlug, erfolgte in vielen geburtshilflichen Einrichtungen ein Paradigmenwechsel.

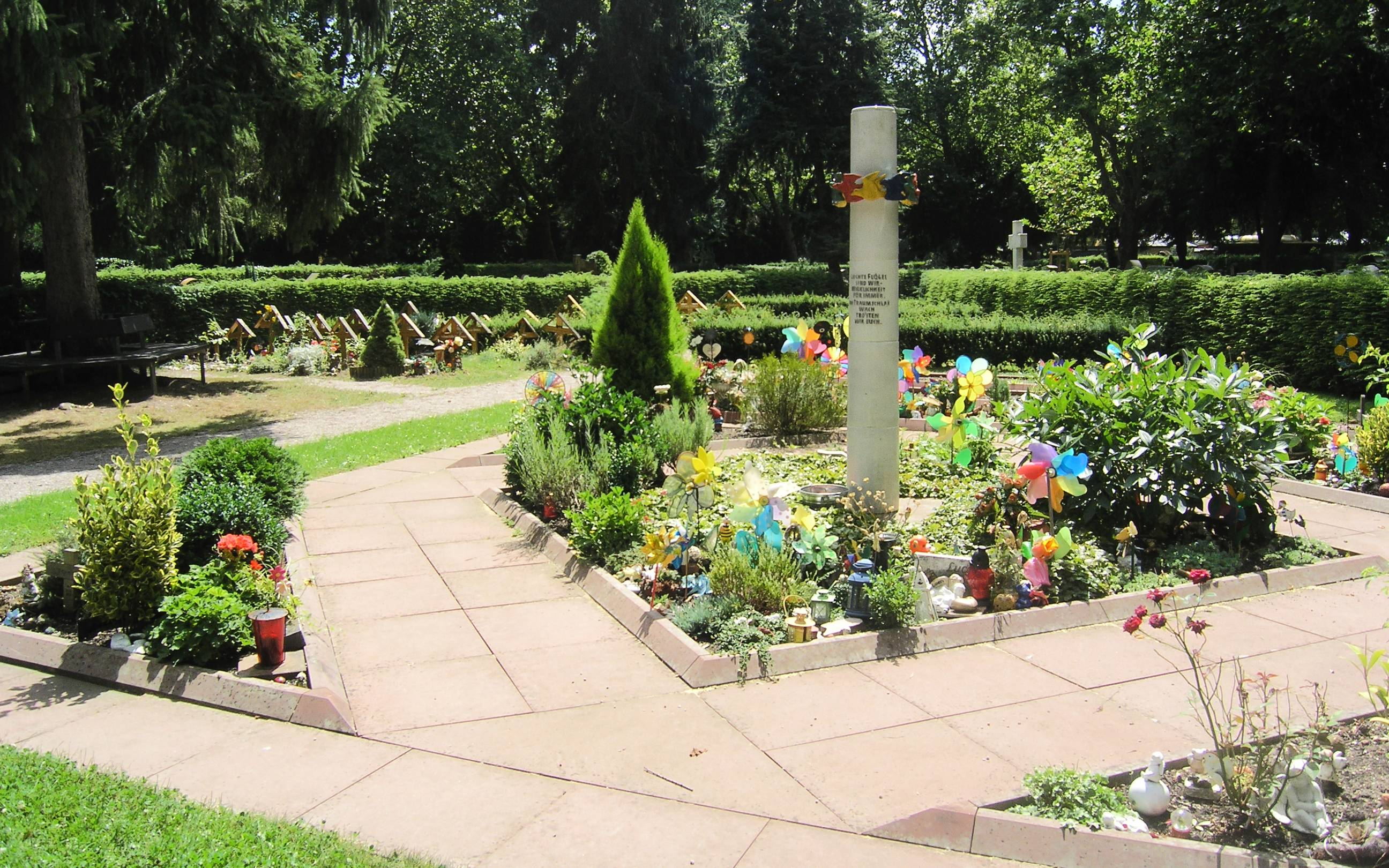
Gräberfeld auf dem Hauptfriedhof Karlsruhe

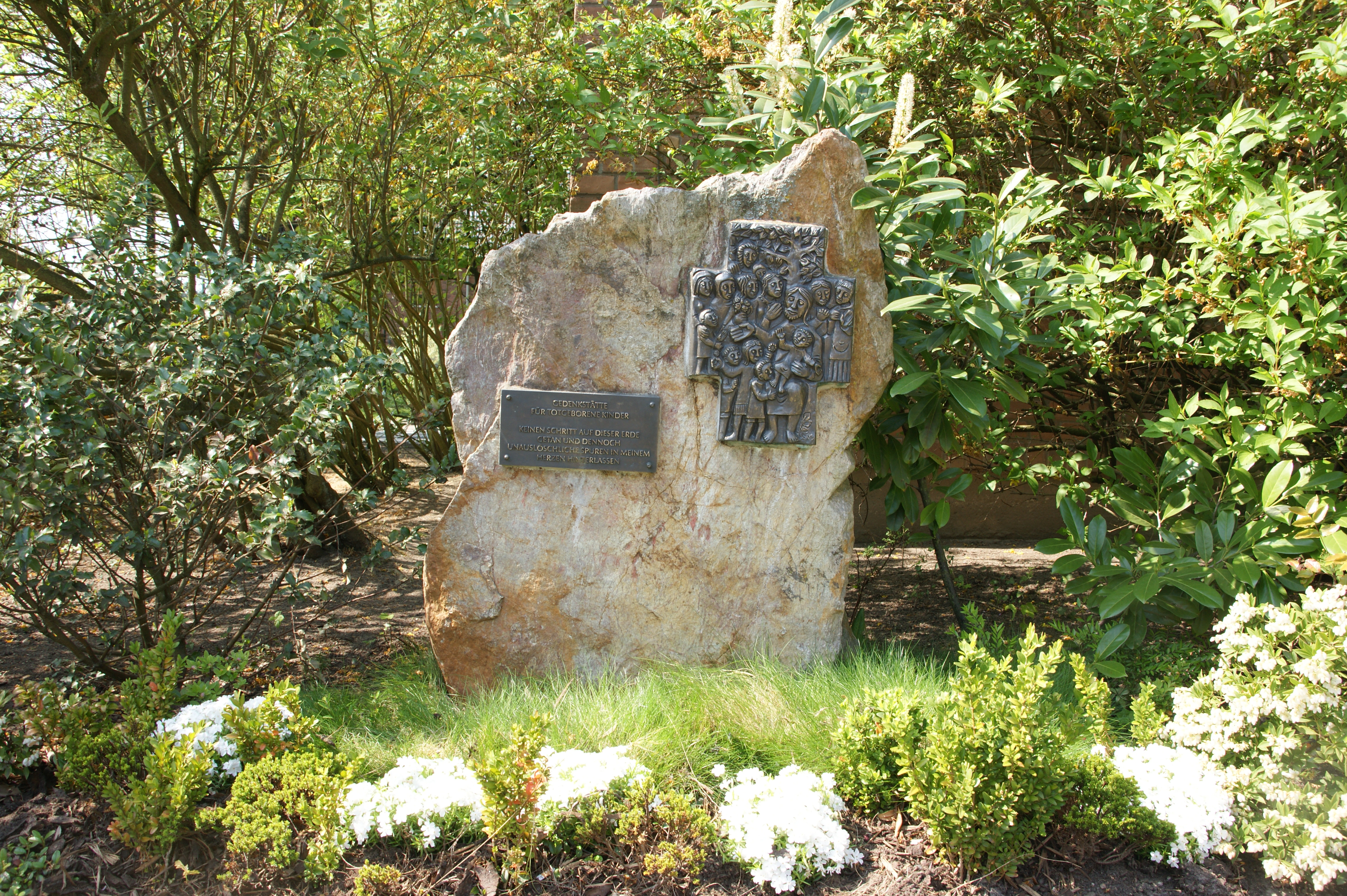
Gedenkstätte für totgeborene Kinder in Neu-Bottenbroich

Die heutigen Konzepte umfassen demnach unter anderem die auf die individuellen Wünsche der Betroffenen eingehende Begleitung durch die Hebamme und den Gynäkologen sowie die Unterstützung durch Psychologen oder Seelsorger, den Verzicht auf die routinemäßige Gabe von Beruhigungsmitteln sowie die den Eltern gebotene Möglichkeit, das Kind nach der Geburt zu sehen, zu berühren und anzukleiden. Neben Daten zur Geburt und Angaben zu Name, Größe und Gewicht des Kindes werden auf einer dafür vorgesehenen Karte Fuß- und Handabdrücke, eine Haarlocke, ein Namensbändchen und Erinnerungsbilder festgehalten. Seit dem Frühling 2009 versorgt der Verein Frauenworte e. V. mit seinem Unterprojekt Klinikaktion Schmetterlingskinder die deutschen Entbindungskliniken mit sogenannten Klinikboxen. Diese enthalten unter anderem von ehrenamtlichen Helfern gefertigte Kleidung für die Kinder, Sargbeigaben, Abschiedskerzen, Moseskörbchen und Informationsmaterialien für Eltern und Pflegepersonal, die Hilfe für die schwierige Verlustsituation vermitteln und aufzeigen, wie man das Kind würdevoll verabschieden kann. In Österreich können Fachpersonen und betroffene Eltern beim Verein Pusteblume Kleidung für das frühverstorbene Kind anfordern. Die Kleidung wird von ehrenamtlichen Helfern gefertigt. Ebenso bietet der Verein Pusteblume Trostpakete für die Eltern und Kliniken an.
Nachdem die Deutsche Krankenhausgesellschaft 1999 die würdige Bestattung von verstorbenen Embryonen und Föten forderte, unterbreiten inzwischen zahlreiche Kliniken die Option der Sammelbestattung, die in der Regel mit einer Trauerfeier für die betroffenen Eltern verbunden ist.
In der katholischen Kirche wurden in jüngerer Zeit Richtlinien für die menschenwürdige Bestattung erlassen.
Überregional tätige Vereine wie die Initiative Regenbogen „Glücklose Schwangerschaft“ und der Bundesverband Verwaister Eltern e. V. bieten darüber hinaus Unterstützung durch Selbsthilfegruppen an.

Von diesen Selbsthilfegruppen und betroffenen Eltern werden totgeborene Kinder euphemistisch auch als Sternenkind, bezeichnet.
Dennoch konnte bei Frauen, die eine Totgeburt hatten, keine langfristige Veränderung der Lebensqualität und keine erhöhte Wahrscheinlichkeit für Depressionen festgestellt werden.